# Vainius
Vainius († zwischen 1338 und 1342) war von 1315 bis vermutlich 1342 Fürst von Polazk. Vainius war vermutlicher Bruder von Gediminas (1275–1341), des Großfürsten von Litauen. 1326 unterzeichnete Vainius als Herrscher von Polazk einen Vertrag mit der Republik Nowgorod und Livland. Nach seinem Tod regierte Narimantas, aber kurze Zeit.  